# Swimfan
Swimfan (Extremamente Perigosa (título em Portugal) ou Fixação (título no Brasil))  é um filme estadunidense de 2002, dirigido por John Polson e estrelado por Jesse Bradford.

## Sinopse
Ben Cronin (Jesse Bradford) é um estudante do colegial. No passado teve envolvimentos com assaltos e drogas, mas deu a volta por cima, se tornando um ótimo nadador. Ele também era voluntário num hospital. Tudo ia muito bem na sua vida até que conhece Madison Bell (Erika Christensen), uma garota que fica obcecada por ele. No início eles têm alguns encontros casuais. Até que ela começa a ficar obcecada por ele, mostrando um lado dela que ele não conhecia antes.

## Elenco
- Ben Cronin - Jesse Bradford
- Madison Bell -  Erika Christensen
- Amy Miller - Shiri Appleby
- Josh - Clayne Crawford
- Carla - Kate Burton
- Técnico Simkis - Dan Hedaya